# Крайняниця Петро Іванович
Петро Іванович Крайняниця (угор. Krajnyanica Péter, 3 липня 1924, Руське, Підкарпатська Русь, Чехословаччина — 23 вересня 1997, Ужгород, Україна), — колишній чехословацький, угорський і український футболіст, згодом — радянський футбольний тренер та спортивний діяч. Грав на позиції воротаря. Володар кубка Сент-Ласло, тобто «Святого Василя» (1941). Керівник делегації збірної Закарпатської України, яка здобула неабияку історичну перемогу на першій повоєнній республіканській спартакіаді з футболу. Один з організаторів команди майстрів «Спартак» (Ужгород) (1945) і один з перших спортсменів Закарпаття, яких удостоїли почесними знаками «Заслужений працівник фізичної культури» та «Відмінник народної освіти».

## Клубна кар'єра
У юнацькі роки навчався в гімназії в Празі. Саме в чеській столиці розпочав свій шлях у футбол, де грав в команді спортклубу «Рапід». 1939 року повернувся на Закарпаття та продовжив навчання в Мукачівській гімназії, яку закінчив 1944 року. Футбольна дружина цього навчального закладу у 1941 році здійснила справжній подвиг, ставши чемпіоном Угорщини серед 142 команд і завоювавши Кубок «Святого Василя». Після цього здібного юнака запросили до тодішнього найкращого мукачівського клубу «МШЕ», що виступав у другій лізі першості Угорщини, у 1944 році він потрапив до найкращої команди краю — «Русі» (Ужгород), а згодом до «Спартака» (Ужгород). Однак тяжка травма примусила його завершити виступи.

## Кар'єра тренера та спортивного діяча
У 1945 році його призначили завідувачем військово-фізкультурного відділу ЦК Спілки молоді Закарпатської України і паралельно з цим він був одним з ініціаторів створення нової команди «Спартак» (Ужгород) та одним з її граючих тренерів. Історія закарпатського радянського футболу бере свій початок саме з цього року, від часу проведення першої повоєнної спартакіади, на якій згідно запрошення разом з іншими спортсменами мали виступати і футболісти. Після проведення відбіркових змагань путівку у фінал завоювала ужгородсько-мукачівська збірна, тренерами якої були Петро Крайняниця, Йосип Криж та Георгій Мозер.
Ось результати проведених ігор згідно порядковості зустрічей:
збірна Закарпаття — збірна Ізмаїла — 8:1,
збірна Закарпаття — збірна Львівської області — 1:1,
збірна Закарпаття — збірна Волинської області — 19:0,
збірна Закарпаття — збірна Станіславської (нині Івано-Франківської) області — 8:3,
збірна Закарпаття — збірна Дрогобицької області — 9:0,
збірна Закарпаття — збірна Тернопільської області — 10:0,
збірна Закарпаття — збірна Чернівецької області — 3:0.
Загальний рахунок для закарпатців після проведених семи змагань був таким — 58:5.
Закарпаття тоді гідно постало перед шанувальниками футболу України, спортивною делегацією якого керував Петро Крайняниця. Він з 1949 до 1973 року очолював обласні ради ДСТ «Червона зірка», «Спартак» та «Авангард», а у 1973 році перейшов на педагогічну роботу — вчителем фізвиховання Ужгородської спецшколи-інтернату. Поспіль протягом багатьох років очолював обласну футбольну федерацію та був членом Президії Федерації футболу України.

## Досягнення

### Командні трофеї
- Червоний прапор Республіканського комітету фізкультури та спорту при Раднаркомі УРСР (1): (1945)

### Почесні звання
- Заслужений працівник фізичної культури
- Відмінник народної освіти